# Resolutie 228 Veiligheidsraad Verenigde Naties
Resolutie 228 van de Veiligheidsraad van de Verenigde Naties werd met veertien stemmen voor en geen tegen aangenomen op 25 november 1966. Nieuw-Zeeland onthield zich van stemming. De Veiligheidsraad waarschuwde Israël na een militaire operatie in de Westelijke Jordaanoever, die op dat moment tot Jordanië behoorde.

## Achtergrond
Israël had onder meer met buurland Jordanië een wapenstilstand getekend. Daar hielden echter niet alle partijen zich altijd aan.
In de nacht van 11 op 12 november 1966 kwamen drie Israëlische agenten om toen hun patrouillewagen dichtbij de grens met Jordanië op een landmijn reed die door Fatah zou zijn geplaatst.
De dag nadien trokken zo'n 600 Israëlische troepen met elf tanks en ondersteund door gevechtsvliegtuigen de Westelijke Jordaanoever binnen. Eerst verwoestten ze een Jordaans politiekantoor. Daarna ging het naar As-samu, waar de inwoners bijeen werden gebracht en vervolgens tientallen gebouwen en huizen opgeblazen.
Een Jordaans bataljon werd vanuit het dorp onder vuur genomen en verloor vijftien van zijn twintig voertuigen. Acht Jordaanse Hawker Hunters werden onderschept door vier Israëlische Mirage III's. Een Hunter toestel werd neergehaald en een Mirage liep schade op. Ten slotte volgde een urenlang gevecht met een Jordaans peloton, waarbij vijftien Jordaanse en een Israëlische soldaat sneuvelden, en trokken de Israëli's zich terug.
De wraakactie leverde Israël kritiek op uit binnen- en buitenland voor de buitenproportionele actie die de positie van koning Hoessein verzwakte, wat ook tegen Israëls eigen belangen inging. Hij werd door het westen als stabiliserende factor gezien en ook gesteund tegen het door de Sovjet-Unie gesteunde Syrië en Egypte.

## Inhoud
De Veiligheidsraad:
- Heeft de verklaringen gehoord van de vertegenwoordigers van Jordanië en Israël over wat gebeurde in het zuiden van Hebron op 13 november 1966;
- Heeft de verklaring van secretaris-generaal U Thant gehoord;
- Merkt op dat deze actie een grootscheepse actie van Israël tegen Jordanië betrof;
- Bevestigt resoluties genomen bij vorige conflicten tussen Israël en Jordanië en bevestigt het handvest van de VN;
- Herinnert zich vorige incidenten waarin Israël de demarcatielijn van de VN schond;
- Bevestigt de noodzaak van een strikte navolging van de algemene wapenstilstand.

1. Kijkt met weemoed naar de verliezen van mensenlevens en materiaal.
2. Bestraft Israël voor het breken van het handvest van de Verenigde Naties en de wapenstilstand;
3. Waarschuwt Israël dat dit soort acties niet getolereerd worden en dat bij vervolg er actie ondernomen zal worden;
4. Vraagt de secretaris-generaal de situatie te observeren.

## Verwante resoluties
- Resolutie 171 Veiligheidsraad Verenigde Naties (1962)
- Resolutie 262 Veiligheidsraad Verenigde Naties (1968)

Lijst ·  220 ·  221 ·  222 ·  223 ·  224 ·  225 ·  226 ·  227 ·  228 ·  229 ·  230 ·  231 ·  232